# Helga Nõu
Helga Nõu, född Raukas 22 september 1934 i Tartu, Estland, är en estnisk-svensk författare  och översättare.

## Biografi
Nõu föddes i Tartu. Hennes far Aleksander Friedrich Raukas var skogsinspektor och modern Elsa Raukas, född Reimann, var textillärare. Familjen bodde först i Kohtla, sedan i Tallinn och i Pärnu men flydde till Sverige 1944 när Sovjetarmén kom in i landet. 1957 gifte sig Helga Raukas med läkaren och författaren, docent Enn Nõu och bosatte sig i Uppsala. Sedan hon gick i pension 1999 bor hon växelvis där och i Tallinn. 
Efter flykten började hon som elev i Adelsö landskommuns folkskola 1945–1948. Hon tog realexamen genom Hermods Korrespondentsinstitut och studenten vid Högre allmänna läroverket för flickor på Södermalm i Stockholm 1955, varefter hon 1955–1957 utbildade sig till folkskollärare vid Folkskoleseminariet i Stockholm. Hon var denna tid aktiv som redaktör vid utgivningen av Estniska Krönikan 1957 samt i redaktionen för scouttidskriften Tulehoidja 1952–1957. 
Hon arbetade sedan som lärare vid Örbyskolan 1957–1958, Balingsta skola 1958–1961, Uppsala Estniska Kompletteringsskola 1962–1969 samt som vikarie i Sunnerstaskolan 1973–1976. 1975–1976 var hon forskarassistent vid Akademiska sjukhuset i Uppsala och hade sedan lärartjänst i Eriksberg-Hågadalsskolan 1977–1999. 
1965 debuterade hon med romanen Kass sööb rohtu ('Katten äter gräs') som kom ut i Sverige på estniska (andra upplagan 1991 i Tallinn). Sedan dess har hon varit en  aktiv estnisk författare i Sverige samt översatt Astrid Lindgren och Kerstin Thorvall till estniska. Hennes noveller och övrigt författarskap har blivit översatt till finska, svenska, lettiska, svenska och ryska.  
Hennes intresse att måla fick stöd av fadern och senare har Helga Nõu tagit kurser i akvarell- och oljemålning och målar för närvarande i akvarell, olja och akryl. Under perioden 1964–2007 har hon återkommande deltagit i utställningar i Stockholm, Uppsala och Estland.